# Віттбек
Віттбек (нім. Wittbek) — громада в Німеччині, розташована в землі Шлезвіг-Гольштейн. Входить до складу району Північна Фризія. Складова частина об'єднання громад Нордзе-Трене.
Площа — 19,91 км2. Населення становить 781 ос. (станом на 31 грудня 2020).